# Guru Josh
Guru Josh, de son vrai nom Paul Walden (né à Jersey le 6 juin 1964, et décédé le 27 décembre 2015,), est un DJ et un producteur britannique. Il est l'auteur du morceau electro Infinity, remixé par le DJ allemand Klaas en 2008.

## Biographie

### Jeunesse et débuts
Walden est le fils d'un dentiste de Jersey, Harold Walden. Il commence sa carrière en jouant du synthétiseur dans une discothèque appelée le Sands[Quand ?] à Jersey sous les noms de scène de Syndrone, puis Animal and His Crazy Organs. Il joue également dans un groupe appelé Joshua Cries Wolf, d'où il tire une partie de son prochain nom de scène, Josh[Quand ?]. Puis, il décide d'accompagner au synthétiseur les artistes Adamski et Seal mais ils ne parviennent pas à s'entendre et le groupe se sépare[Quand ?].

### Infinity
En 1989, il sort sous le nom de scène Guru Josh son premier single d'acid house, Infinity, avec Mad Mick Weston au saxophone. Le single est distribué sous le white label Infinity, avec en face B Time for the Guru, tiré à seulement 1 000 exemplaires. La plupart des DJ à qui il est distribué n'appréciaient pas ce morceau à cause du saxophone, mais Mike Pickering, DJ à l'Haçienda en fera l'hymne des clubs de Manchester. Le clip est le morceau pilote de la chaîne musicale M6 Music Club en 2009 à sa création.
En 1990, il ressort sur le célèbre label Deconstruction Infinity (1990s... Time for the Guru), un single basé sur ces deux précédents morceaux, et qui se classe 5e des charts britanniques (UK Singles Chart), 2e en Allemagne et 3e aux Pays-Bas. Il ressort d'autres singles (Freaky Dreamer (sous le pseudo Freaky Dreamer, avec en featuring la chanteuse Rowetta (Satchell)), Holographic Dreams, Whose Law (Is It Anyway?) (classé à la 26e dans les charts britanniques et no 12 en Allemagne) en 1990 et Hallelujah en 1991), qui ont moins bien marché et un album nommé comme le single Infinity, qui ne reçoit pas de bonnes critiques, notamment à cause des reprises de Popcorn et Louie Louie qui n'ont pas convaincu.
Sous un nouveau pseudonyme Dr Devious and the Wisemen (parmi eux : Darrel Jameson, Guy Labbé, Dave « Flipping Mental » Evans, Marcus Pennell, et d'autres) il sort en 1992 cinq vidéos, comportant des extraits de démos sur Amiga : VHS, VR Dance In Cyberspace, VR2 More Dance In Cyberspace (sous son propre label : G.J. Productions), VR3, VR4 et Lost in Silly Space, et remixe Cyberdream du groupe VR.
En 2001, le collectif de musique bruitiste V/Vm sort un single baptisé Infinity: The VVMCPS Abolish Copyright Anthem comportant des reprises (méconnaissables) d'Infinity (No Time for the Guru), de Whose Law (Is It Anyway?) et Louie Louie. Il se lance dans la création d'œuvres d'art en cristal et en 3D, sous le pseudonyme de Louie Fabrix, qu'il présente sur son site web worksinglass.com (désormais fermé) et dans des expositions dans plusieurs très grandes villes en Europe et dans le monde.
En 2007, il forme Guru Josh Project avec les deux producteurs Darren Bailie et Snakebyte (Anders Nyman), et signe sur le label Big City Beats, basé à Francfort, en Allemagne.
Le 3 novembre 2008 est sorti le single Infinity 2008, un remix par Klaas (Klaas Gerling, un DJ allemand) du single original sorti en 1989. Le remix se classe en tête du Top 50 en novembre 2008 en France. Sur le clip figurent la playmate allemande Janina Wissler (miss septembre 2005 de Playboy Allemagne) et Guru Josh mixant en live à la Comeback Party au Cocoon Club en mars 2008.
Klaas signe aussi un remix de Memory du groupe Fragma qui a de ce fait un son très proche de Infinity. Michael Mind utilise également le saxophone de manière similaire pour une musique électro dans Baker Street, une reprise du tube de Gerry Rafferty. Son nouveau single s'intitule Eternity, le titre atteint la 22e place des clubs le 16 janvier 2010. Le clip vidéo sort en février 2010. En 2011 sort son nouveau titre This Is the Night.

### Décès
Walden décède le 28 décembre 2015 à l'âge de 51 ans. La cause de sa mort serait le suicide. Il est retrouvé par son agent artistique alors qu'il rentrait chez lui pour voir son père.

## Discographie

### EP
| Année | Maxi                                  | Label                | Critique |
| ----- | ------------------------------------- | -------------------- | -------- |
| 1989  | Infinity                              | Infinity Records (5) |          |
| 1990  | Infinity (1990's...Time For The Guru) | Deconstruction, RCA  |          |
| 1990  | Infinity (The Remix)                  | Deconstruction, RCA  |          |
| 1990  | Whose Law (Is It Anyway)?             | Deconstruction       |          |
| 1990  | Freaky Dreamer                        | Deconstruction       |          |
| 1990  | Holographic Dreams                    | Not On Label         |          |
| 1991  | Hallelujah                            | Dance Street         |          |
| 1991  | Hallelujah Chorus                     | Not On Label         |          |
| 1996  | Infinity '96                          | NEC Records          |          |
| 2012  | Infinity 2012                         | Happy Music          |          |

### Singles
| Année | Single                                    | Label               | Critique |
| ----- | ----------------------------------------- | ------------------- | -------- |
| 1989  | Infinity (1990s... Time For The Guru)     | Deconstruction      |          |
| 1990  | Infinity (Sane / Mad Remix)               | Deconstruction, RCA |          |
| 1990  | Whose Law (Is It Anyway?)                 | Deconstruction      |          |
| 1991  | Hallelujah                                | Dance Street        |          |
| 2008  | Infinity 2008 (as Guru Josh Project)      |                     |          |
| 2009  | Crying In The Rain (as Guru Josh Project) |                     |          |
| 2009  | Eternity (as Guru Josh)                   |                     |          |
| 2010  | Frozen Teardrops (as Guru Josh)           |                     |          |
| 2011  | Love of Life (as Guru Josh)               |                     |          |
| 2012  | Infinity 2012                             | BigCityBeats        |          |